# فرانك جاي فاريل
فرانك جاي فاريل (بالإنجليزية: Frank J. Farrell)‏ هو لاعب كرة قاعدة أمريكي، ولد في 1866 في نيويورك في الولايات المتحدة، وتوفي في 10 فبراير 1926 في اتلانتيك سيتي في الولايات المتحدة.